# Kloster Leeden

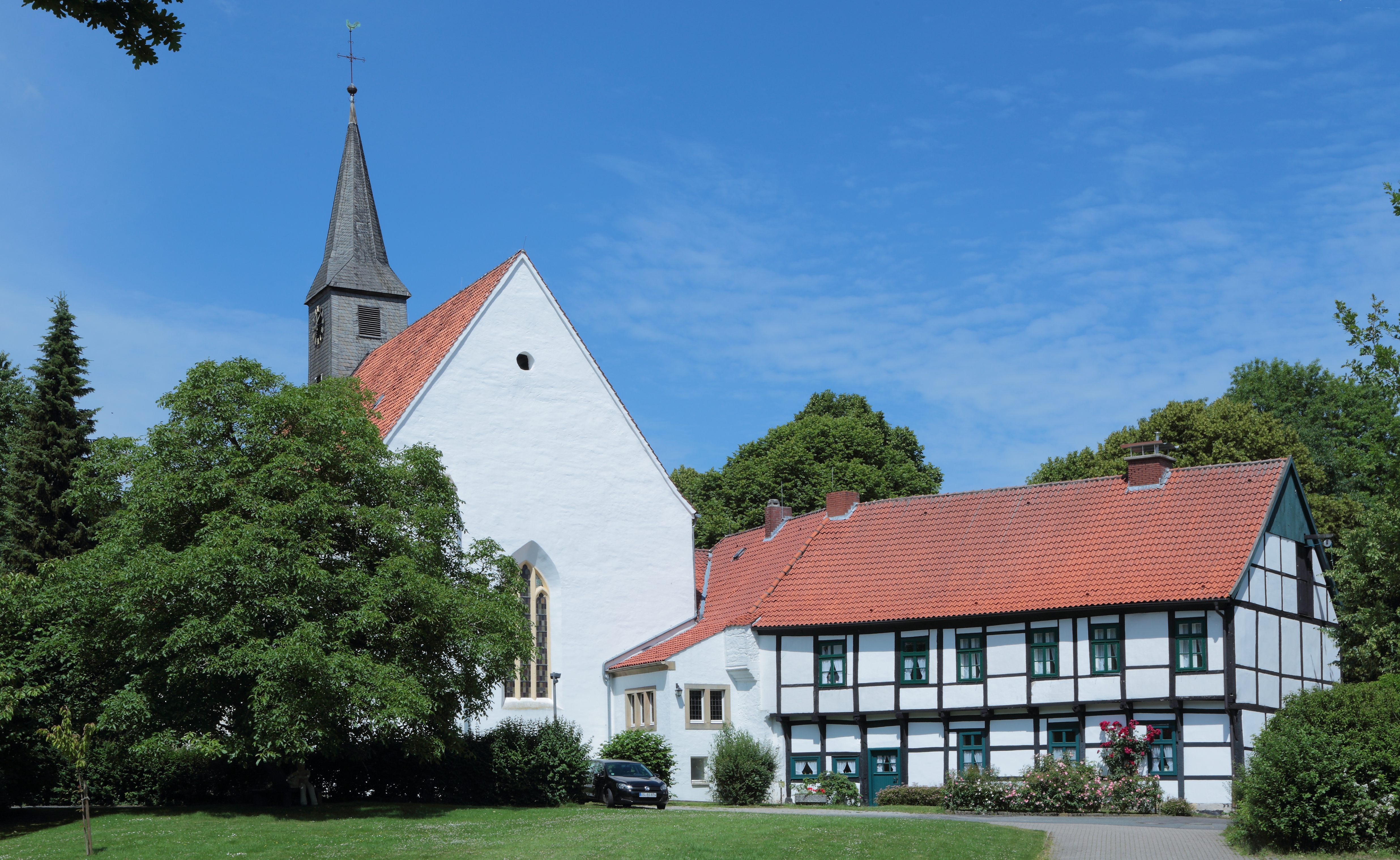
Stiftskirche und Stiftshaus

Das Kloster Leeden war von ca. 1240 bis 1812 zuerst ein Kloster der Zisterzienserinnen, ab 1538 ein Frauenstift, in Leeden, Stadt Tecklenburg, in Nordrhein-Westfalen.

## Geschichte
Graf Otto von Tecklenburg, Bruder des heiligen Bischofs Adolf von Tecklenburg, stiftete 1240 das Frauenkloster Leeden, das 1252 seinerseits das Kloster Segenstal in Vlotho besiedelte. Erst 1491 wurde das Kloster unter Bischof Konrad IV. von Rietberg durch Kloster Kamp vollrechtlich in den Zisterzienserorden aufgenommen, aber schon 1538 unter dem Druck der Reformation in ein weltliches Damenstift umgewandelt. Als solches bestand es bis 1812, ausgenommen die Jahre 1631 bis 1633, in denen es als Klarissenkloster diente. Die Klosterkirche ist heute evangelische Stiftskirche. Im erhaltenen Stiftshaus (früher Äbtissinnenhaus) befindet sich das Zisterzienser- und Stiftsmuseum Leeden. Die Ausstellung enthält Dokumente zur Gründung und Aufhebung des Klosters und gibt Auskunft über das Leben im Stift Leeden.